# Populous (computerspelserie)
Populous is een computerspelserie van god games ontwikkeld door Bullfrog Productions en uitgegeven door Electronic Arts.
Het eerste spel in de reeks genaamd Populous werd uitgebracht in 1989. In die tijd was het een revolutionair concept. Hierdoor ontstond het spelgenre god game.
In de spellen neemt de speler de rol aan van een god om zijn volgelingen in de strijd te sturen en zo vijanden tegen te houden. De eerste twee spellen hebben veel overeenkomsten met elkaar. Het derde deel is meer een oorlogsspel dan een god game, en hierin bestuurt de speler een sjamaan die pas later een god wordt.

## Spellen in de reeks
- Populous (1989)
  - Populous: The Promised Lands (1989)
  - Populous: The Final Frontier (1989)
- Populous II: Trials of the Olympian Gods (1991)
  - Populous II: The Challenge Games (1992)
- Populous: The Beginning (1998)
  - Populous: The Beginning - Undiscovered Worlds (1999)
- Populous DS (2007)